# 日本とナミビアの関係
日本とナミビアの関係（英語: Japan–Namibia relations）は、日本とナミビアの間の二国間関係を指す。日本はウィントフックに大使館を、ナミビアは東京に大使館を維持している。

## 歴史
外交関係は1990年3月21日に樹立されたが、この日はナミビアが独立した当日であった。同年に、皇居で即位の礼と新嘗祭が開催され、ナミビアの外務大臣テオ＝ベン・グリラブが夫人を伴って出席した。
2017年8月25日、日本の内閣は北朝鮮と取引しているナミビア企業2社の資産を凍結した。

## 学術提携
ナミビア大学は日本の大学2校、すなわち東京海洋大学と工学院大学と提携している。

## 外交使節

### 駐日ナミビア大使館
- 住所：東京都港区麻布台三丁目5-7 AMEREXビル 4F
- アクセス：東京メトロ日比谷線神谷町駅2番出口、もしくは東京メトロ日比谷線・都営大江戸線六本木駅3番出口

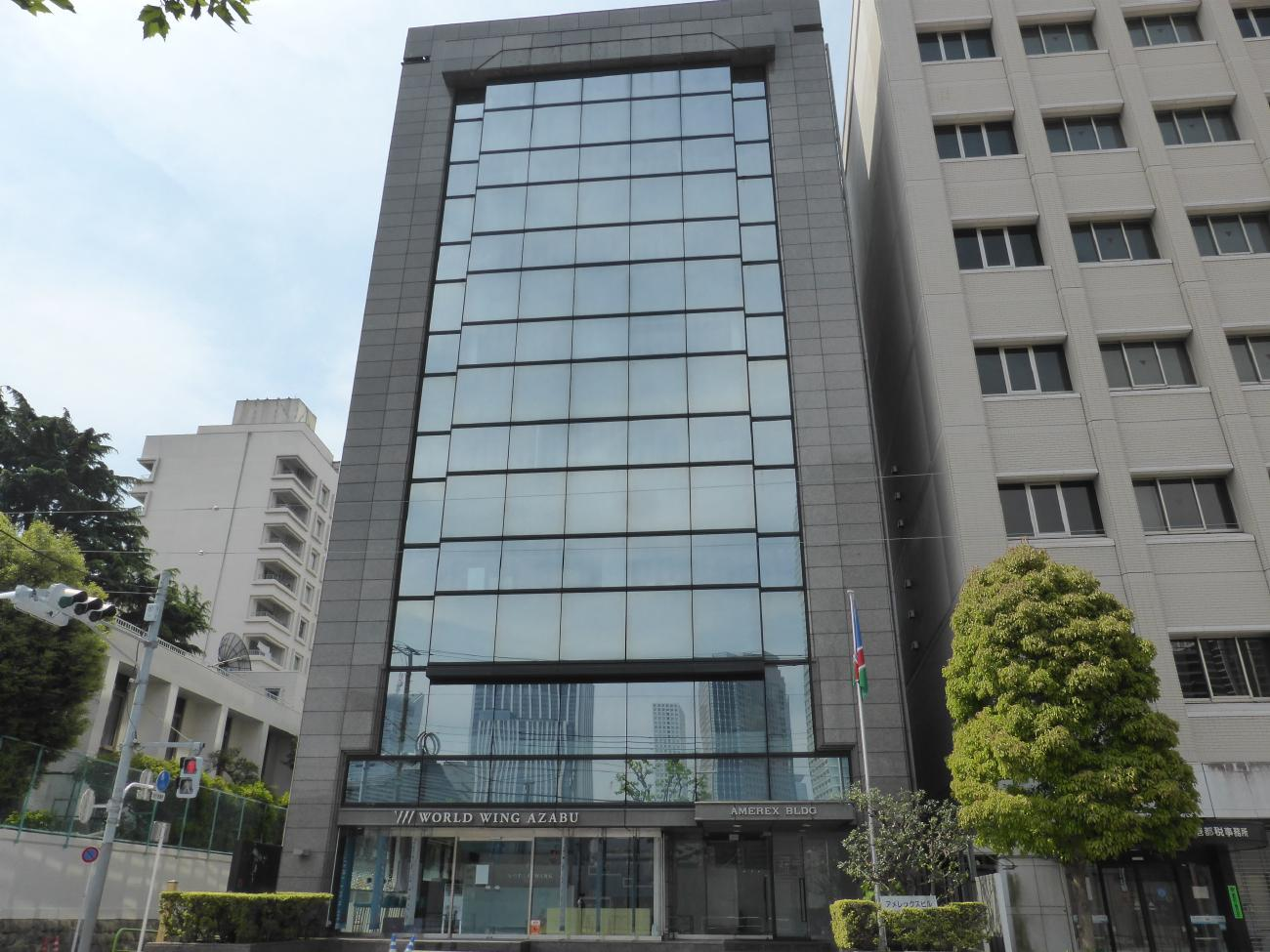
ナミビア大使館が入居するビル
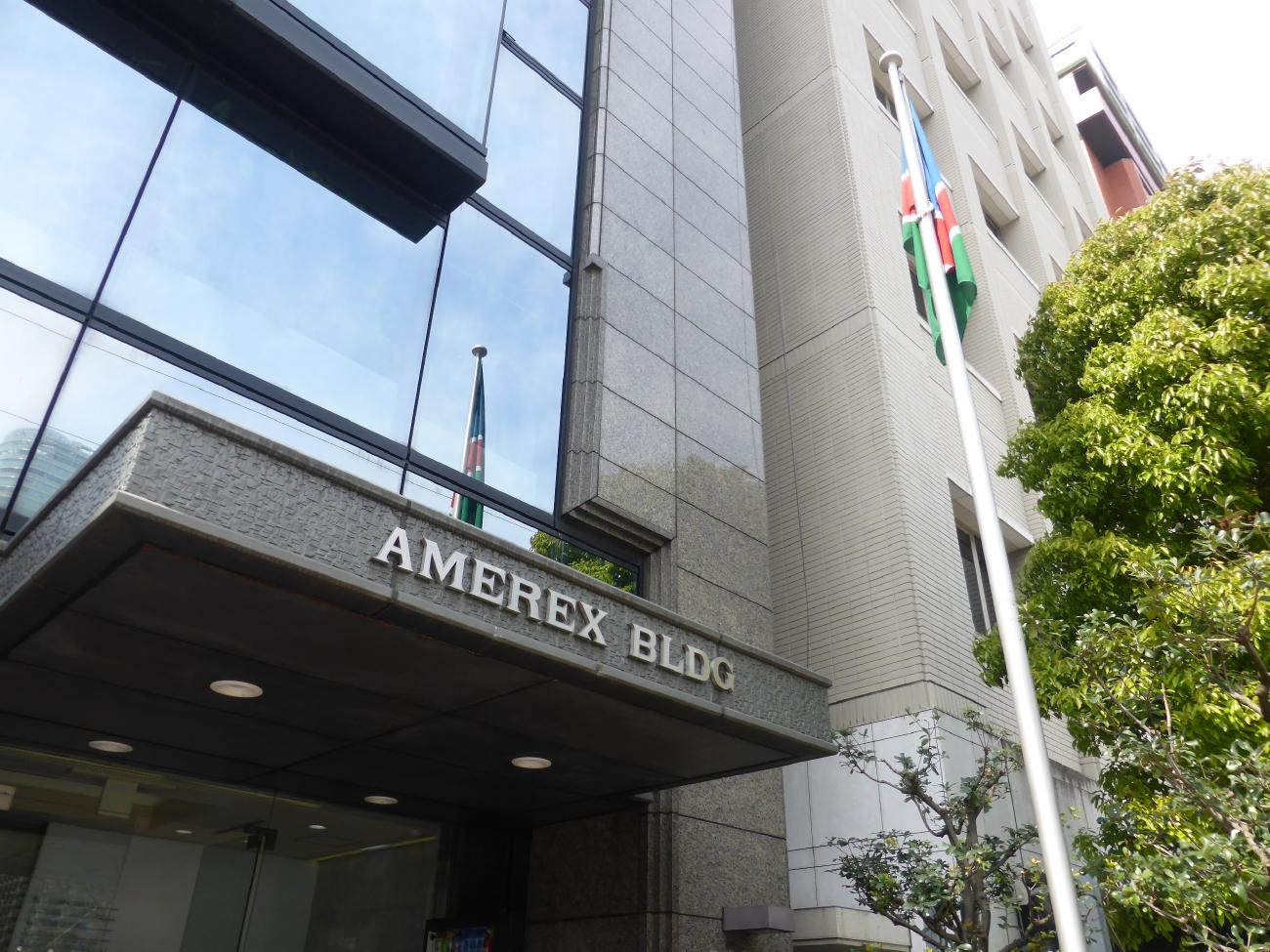
ナミビア大使館前に掲揚されている国旗
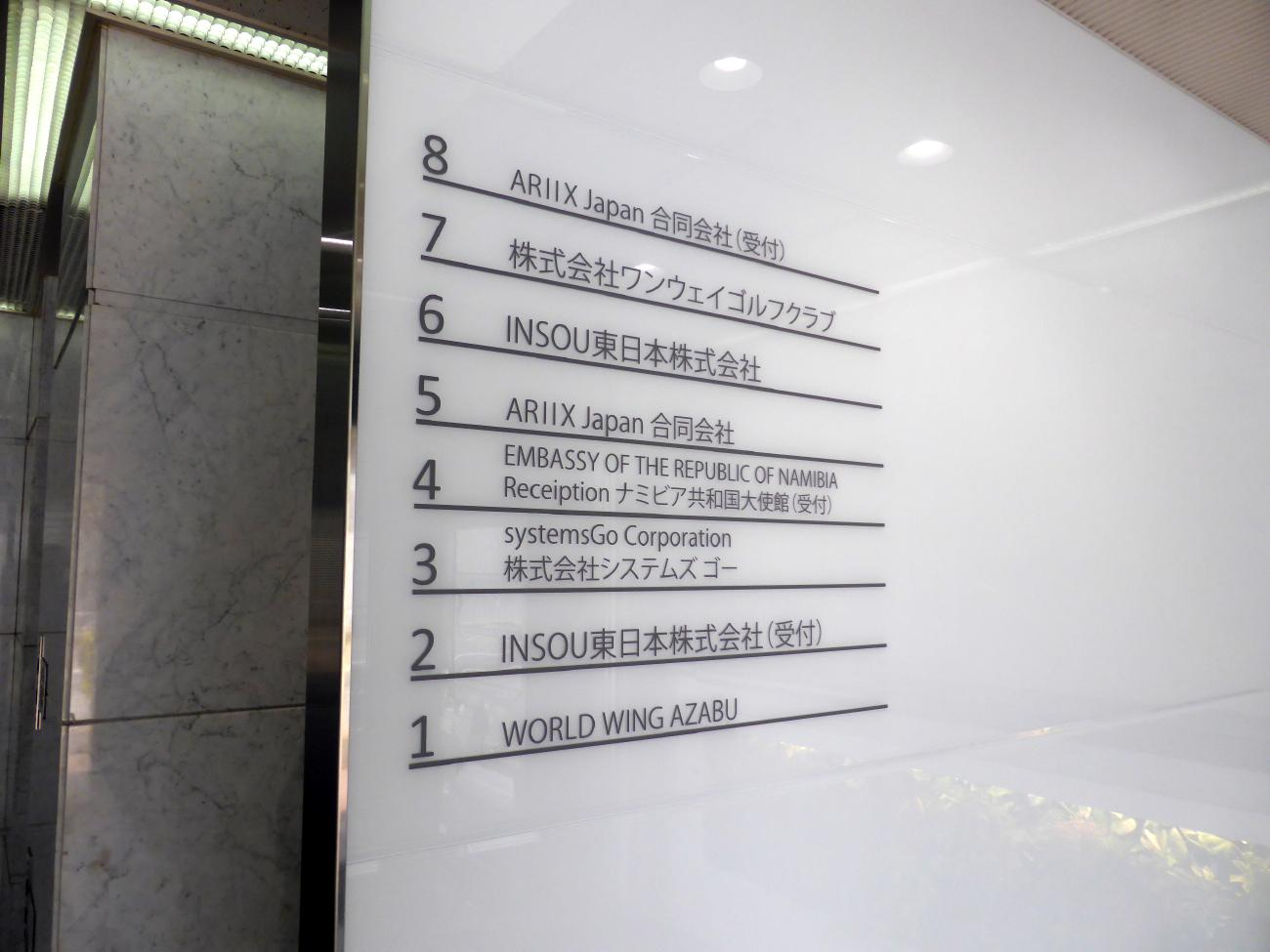
ナミビア大使館は4F

### 駐日ナミビア大使
| 代 | 氏名                             | 在任期間        | 官職名       | 備考                 |
| -- | -------------------------------- | --------------- | ------------ | -------------------- |
| 1  | ソフィア＝ナムパ・ナンゴンベ     | 2013年 - 2018年 | 特命全権大使 | 信任状捧呈は10月10日 |
|    | セルマ・ナンパーフィタ・ムニャマ | 2018年 - 2019年 | 臨時代理大使 |                      |
| 2  | モーヴェン・M・ルスウェニョ      | 2019年 - 2025年 | 特命全権大使 | 信任状捧呈は3月7日   |
|    | レベッカ・ペヤバリ・イヤンボ     | 2025年 -        | 臨時代理大使 |                      |